# Landdagverkiezingen in Karinthië 2013
De twintigste landdagverkiezingen in de deelstaat Karinthië van 2013 vonden op 3 maart van dat jaar plaats. De Sozialdemokratische Partei Österreichs (SPÖ) bleef de grootste partij en boekte een overwinning ten opzichte van 2009. De grote verliezer waren Die Freiheitlichen in Kärnten (FPK), een partij die gelieerd is aan de Freiheitliche Partei Österreichs (FPÖ). Deze partij verloor bijna twee derde van haar zetels in de Landdag (Landtag). Na de verkiezingen werd er volgens het Proporzsystem een regering gevormd waarin alle partijen die zetels hadden behaald vertegenwoordigd zijn. Gouverneur (Landeshauptmann) werd Peter Kaiser (SPÖ).
| Partij | Partij                                       | Percentage | Zetels | Verschil |
| ------ | -------------------------------------------- | ---------- | ------ | -------- |
|        | Sozialdemokratische Partei Österreichs (SPÖ) | 37,13%     | 14     | 3        |
|        | Die Freiheitlichen in Kärnten (FPK)          | 16,85%     | 6      | 11       |
|        | Österreichische Volkspartei (ÖVP)            | 14,40%     | 5      | 1        |
|        | Die Grünen - Die Grüne Alternative (GRÜNE)   | 12,10%     | 5      | 3        |
|        | Team Stronach (TS)                           | 11,18%     | 4      | NIEUW    |
|        | Bündnis Zukunft Österreich (BZÖ)             | 6,40%      | 2      | NIEUW    |
|        | Overige partijen                             | 1,95%      | 0      | —        |
|        |                                              |            | 36     |          |